# Hiller-Girls

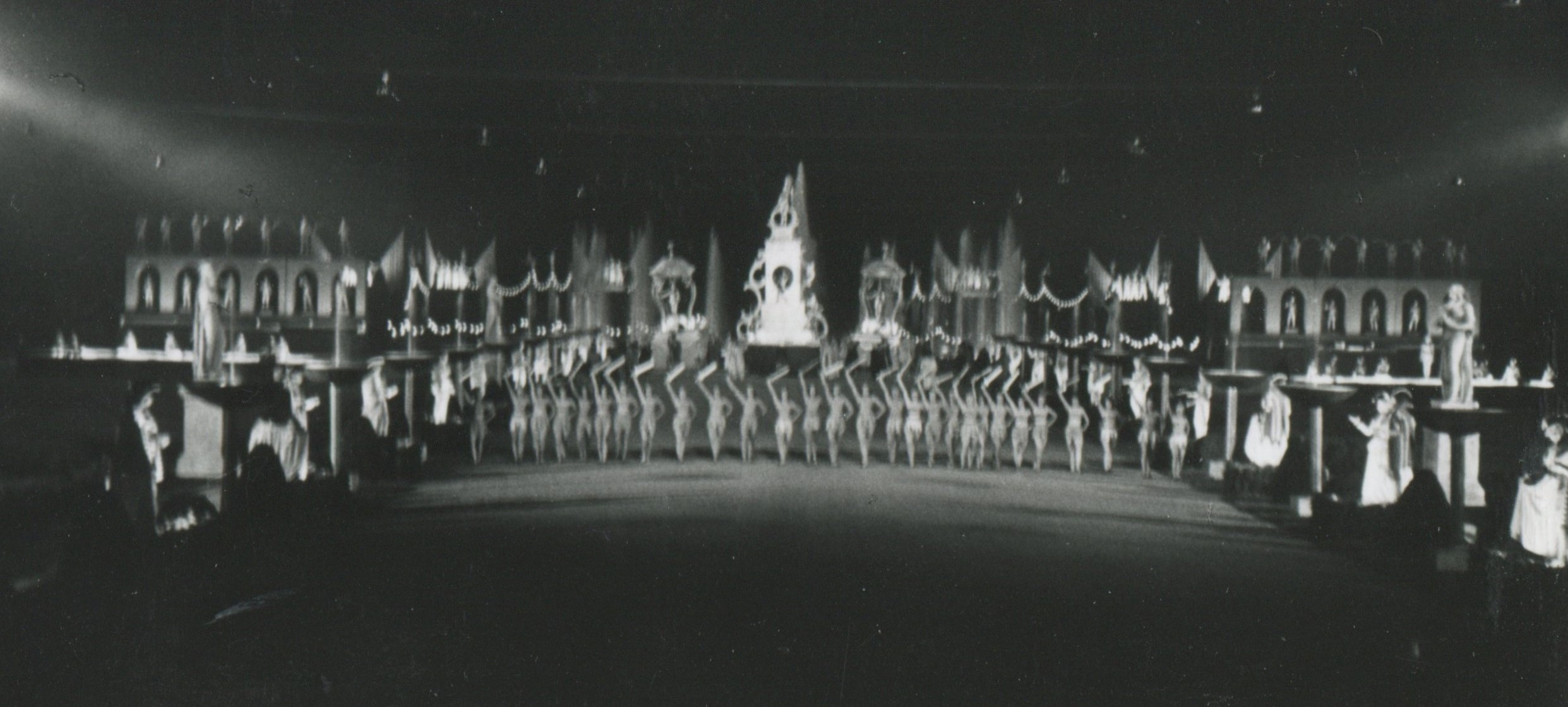
Die Hiller-Girls 1939 bei der Nacht der Amazonen

Die Hiller-Girls (auch Original-Hiller-Girls oder Hiller-Ballett) waren eine Tanzgruppe aus Berlin, die 1928 gegründet wurde und (vermutlich) bis 1968 existierte. Das aus zehn bis zwölf Tänzerinnen bestehende Ensemble wurde bekannt durch Bühnen-, Film- und Fernsehauftritte sowie durch Tourneen im In- und Ausland.

## Historie
Die Hiller-Girls wurden 1928 von dem deutschen Opernsänger Rolf Hiller (1888–1968) gegründet. Verantwortlich für die Choreografien war Hillers Ehefrau Gertrude Hiller (1902–1968), eine ehemalige Tänzerin der königlichen Staatsoper. Das Ballett wurde als deutsches Gegenstück der Tiller-Girls gegründet. Beeinflusst von zeitgenössischen Künstlern wie Rudolf von Laban, Mary Wigman oder Jutta Klamt erreichte die Gruppe schnelle Bekanntheit durch ihre perfekte Synchronisation und ihren expressionistischen Tanzstil. Sie wurde zum Symbol der modernen Sexualität und der modernen Frau, die über ihren Körper und ihr Leben selber bestimmt. Auch nach der Machtergreifung der Nationalsozialisten blieben die Hiller-Girls ein wichtiger Bestandteil der Kunst- und Kulturszene. Das Ensemble trat 1934 und 1935 auf den Tanzfestspielen in Berlin sowie bei der Eröffnungsfeier der Olympischen Sommerspiele 1936 auf. Ihre Auftritte sind in den Olympia-Filmen von Leni Riefenstahl zu sehen.
Aufsehen erregte 1937 eine militärisch geprägte Tanzshow. Dabei marschierten sie zu preußischer Militärmusik in Uniformen auf, die der Zeit Friedrichs des Großen nachempfunden waren. Für diese Show wurden sie von einem Offizier der Wehrmacht trainiert. Gemäß einem zeitgenössischen Zeitungsbericht über den Auftritt anlässlich des 50-jährigen Bestehens des Berliner Varietétheaters Wintergarten sei die Darbietung nur durch das Musikkorps der SS-Ehrengarde übertroffen worden. Nach Ausbruch des Zweiten Weltkriegs fanden die militärisch geprägten Auftritte der Gruppe in Berlin weniger Anklang, das Oberkommando der Wehrmacht (OKW) legte offiziellen Protest gegen die Auftritte ein. Im November 1940 unternahm das Ensemble eine von der Bewegung Kraft durch Freude organisierte „Wehrmachtstournee“ durch das besetzte Belgien und Frankreich, unter dem Motto „Die Wachtparade kommt“.
Nach Kriegsende erlangte die Gruppe durch Tanzdarbietungen in den Revuefilmen der 1950er Jahre erneute Bekanntheit. Das Ballett wirkte mehrfach in Filmen mit dem Schlagersänger Gerhard Wendland mit. Es folgten weitere Filme und Auftritte im Deutschen Fernsehen in Unterhaltungssendungen wie „Melodie der Welt“. Wahrscheinlich wegen des Todes der künstlerischen Leiterin Gertrud Hiller wurde das Ensemble 1968 aufgelöst.
Das Nachlass-Archiv der Hiller-Girls befindet sich im Deutschen Tanzarchiv Köln.

## Filmografie
- 1938: Es leuchten die Sterne
- 1943: Akrobat schö-ö-ön
- 1950: Die Dritte von rechts
- 1951: Die verschleierte Maja
- 1951: Schön muß man sein
- 1952: Tanzende Sterne
- 1953: Knallbonbons
- 1958: Bühne frei für Marika
- 1959: Paradies der Matrosen